# Tesagrotis corrodera
Tesagrotis corrodera är en fjärilsart som beskrevs av Smith 1910. Tesagrotis corrodera ingår i släktet Tesagrotis och familjen nattflyn. Inga underarter finns listade i Catalogue of Life.